# روبن پولس
روبن پولس (انگلیسی: Ruben Pols؛ زادهٔ ۳ نوامبر ۱۹۹۴ ‏(۳۰ سال)) دوچرخه‌سوار اهل بلژیک است.
از باشگاه‌هایی که در آن بازی کرده‌است می‌توان به اسپورت فلاندر-بالوزه اشاره کرد.